# یوکیهیرو ماتسوموتو

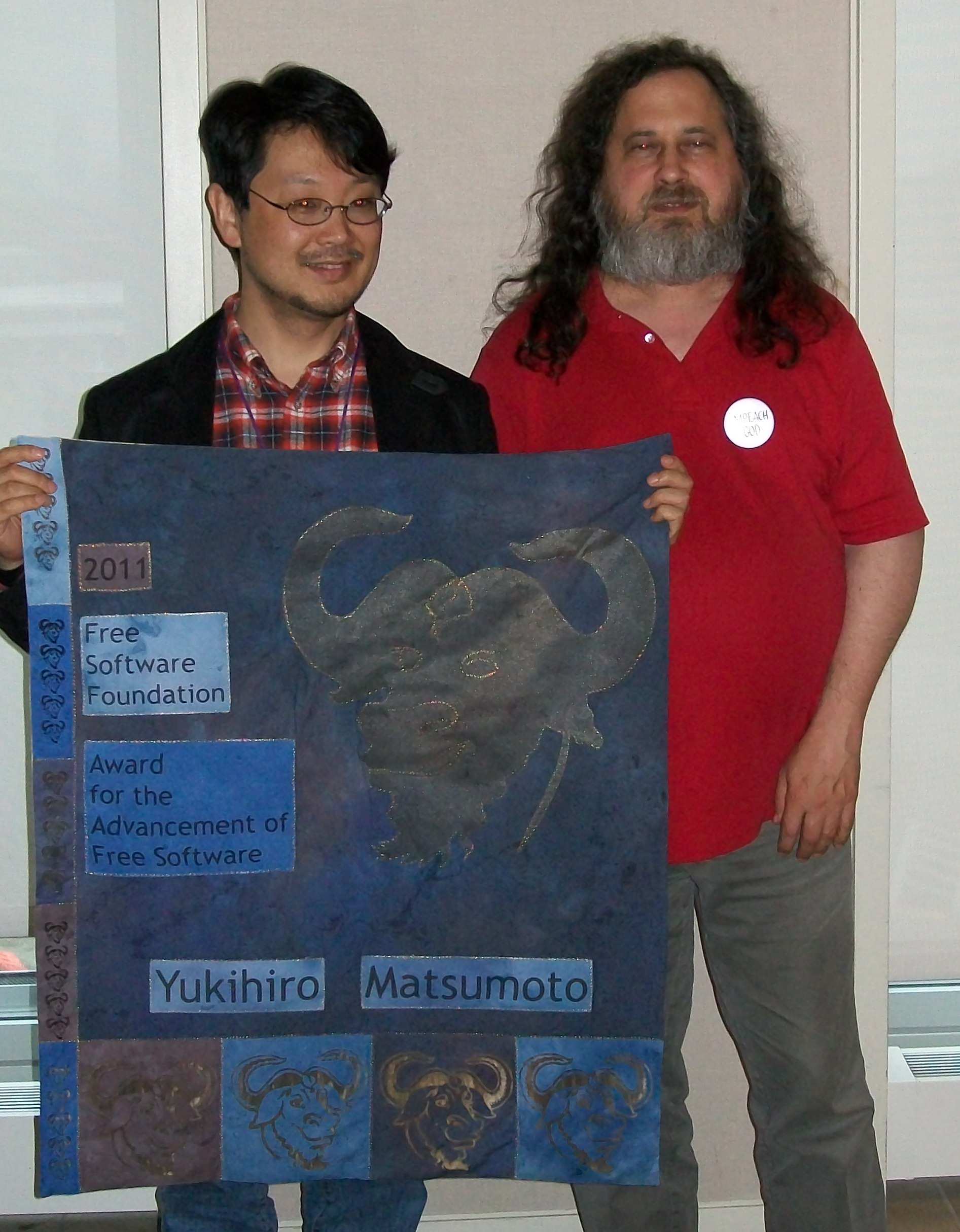
ماتسوموتو و ریچارد استالمن در سال ۲۰۱۲ در جریان اهدا جایزه از طرف بنیاد نرم‌افزار های آزاد

یوکیهیرو ماتسوموتو (به ژاپنی: まつもとゆきひろ) یا مَتْزْ (لقب او در دنیای آنلاین) (زاده ۱۴ آوریل ۱۹۶۵) دانشمند علوم کامپیوتر اهل ژاپن است. وی مخترع زبان برنامه‌نویسی روبی است و نسخه مرجع مفسر روبی موسوم به MRI را پیاده‌سازی کرده است. او یک مسیحی است و از شاخه مورمون ها محسوب می شود. زمانی که متز کودک بود خانواده او مسیحی شدند. این تغییر دین در یک کشور غیر مسیحی چالش بزرگی برای او و خانواده اش بوده است. وی در امور مذهبی نیز شخصی فعال بوده و کارهای زیادی را در جهت تبلیغ دین مسیحیت انجام می دهد.
او در جریان مصاحبه ای در دانمارک به تاریخ ۲۳ سپتامبر ۲۰۰۳، لری وال را الگو واقعی خودش خطاب کرد.